# Ángel Fernández Artime
Ángel Fernández Artime SDB (ur. 21 sierpnia 1960 w Luanco) – hiszpański duchowny rzymskokatolicki, salezjanin, arcybiskup, dziesiąty generał zakonu salezjanów w latach 2014–2024, kardynał diakon od 2023, pro-prefekt Dykasterii ds. Instytutów Życia Konsekrowanego i Stowarzyszeń Życia Apostolskiego od 2025.

## Życiorys
Święcenia prezbiteratu otrzymał 4 lipca 1987 w zakonie salezjanów. Początkowo pracował jako delegat hiszpańskiej inspektorii ds. duszpasterstwa młodzieży, dyrektor szkoły salezjańskiej w Ourense oraz jako wikariusz inspektorii. W latach 2000–2006 był jej przełożonym, a w 2009 został wysłany do Argentyny jako zwierzchnik inspektorii południowoargentyńskiej. Od 2013 kierował nowo powstałą inspektorią obejmującą centralną część Hiszpanii, a rok później został wybrany generałem zakonu (w 2020 przedłużono jego kadencję na kolejne sześć lat). 16 sierpnia 2024 zrezygnował z urzędu generała.
9 lipca 2023 podczas modlitwy Anioł Pański papież Franciszek zapowiedział włączenie go do Kolegium Kardynałów, a 30 września 2023 w trakcie konsystorza na placu Świętego Piotra kreował go kardynałem diakonem, nadając mu jako kościół tytularny bazylikę Matki Bożej Wspomożycielki Wiernych. Jako swoje zawołanie przyjął słowa „Sufficit tibi gratia mea” (Wystarczy ci mojej łaski). 17 grudnia 2023 uroczyście objął swój kościół tytularny w Rzymie.
4 października 2023 papież Franciszek mianował go członkiem Dykasterii ds. Instytutów Życia Konsekrowanego i Stowarzyszeń Życia Apostolskiego.
5 marca 2024 papież Franciszek przydzielił mu stolicę tytularną Ursona wraz z godnością arcybiskupa. Święcenia biskupie otrzymał wraz z Giordano Piccinottim 20 kwietnia 2024 w bazylice Matki Bożej Większej w Rzymie. Głównym konsekratorem był kardynał Emil Paul Tscherrig, emerytowany nuncjusz apostolski we Włoszech i San Marino, a współkonsekratorami kardynał Cristóbal López Romero, arcybiskup Rabatu, i Lucas Van Looy, biskup senior gandawski. Jako dewizę biskupią utrzymał kardynalskie zawołanie „Sufficit tibi gratia mea”. 21 kwietnia 2024 w rzymskiej bazylice Najświętszego Serca Pana Jezusa odprawił wraz z arcybiskupem Piccinottim biskupią mszę prymicyjną.
6 stycznia 2025 papież Franciszek mianował go pro-prefektem Dykasterii ds. Instytutów Życia Konsekrowanego i Stowarzyszeń Życia Apostolskiego. Brał udział w konklawe 2025, które wybrało papieża Leona XIV.